# Great Sioux Reservation

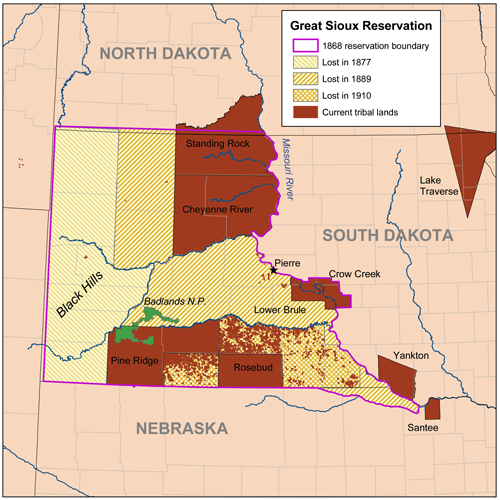
Karte der ursprünglichen Grenzen des Reservats, und die heutigen Grenzen der Reservate.

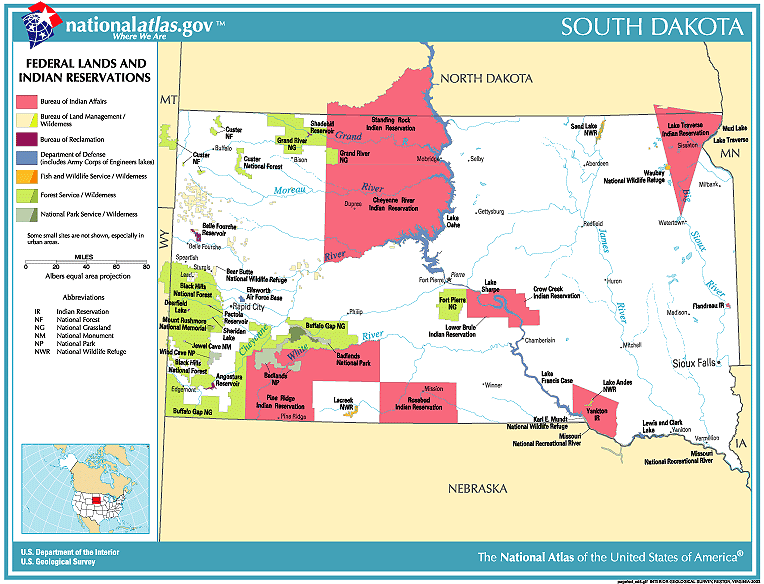
Gebiete unter Kontrolle der Bundesregierung in South Dakota

Die Great Sioux Reservation war ein Indianerreservat in den heutigen US-Bundesstaaten South Dakota und Nebraska. 1877 wurde es um 33.000 Quadratkilometer verkleinert. Diese Gebiete wurden von der Regierung zur Besiedlung und zum Schürfen freigegeben. Kurz vor der Aufnahme South Dakotas als Staat in die Vereinigten Staaten von Amerika wurde das Reservat am 2. März 1889 in die Reservate Standing Rock Indian Reservation, Cheyenne River Reservation, Lower Brule Indian Reservation, Rosebud Indian Reservation und Pine Ridge Reservation aufgeteilt. Die Crow Creek Indian Reservation und die Fort Berthold Indianer Reservation in North Dakota gehörten entgegen der Auffassung vieler Historiker nie zur Great Sioux Reservation.  

## Geschichte
Das Reservat entstand durch den Vertrag von Fort Laramie 1868. Dieser Vertrag legte das Gebiet des gesamten heutigen US-Bundesstaates South Dakota westlich des Missouri, einschließlich der Black Hills (von der Nordgrenze in Nebraska bis zum 46. Breitengrad und vom Missouri im Osten bis zum 104. Meridian im Westen) als Indianer-Land zur uneingeschränkten und unbehelligten Nutzung und Besiedlung durch die Great Sioux Nation fest.
Dem Vertrag vorausgegangen war der Red-Cloud-Krieg (1866–1868), ein Krieg der vorläufig einen vollständigen Sieg der Lakota bedeutete. Deswegen waren die Sioux Indianer in einer guten Verhandlungsposition und konnten das große Gebiet im heutigen South Dakota für sich „reservieren“. Zusätzlich zu dem Reservatsgebiet erhielten die Indianer weitgehende Jagd und Fischrechte in den heutigen US-Bundesstaaten Wyoming, Montana und Nebraska. Da das Gebiet von mehreren Indianerstämmen besiedelt wurde, wurden mehrere Stützpunkte des Bureau of Indian Affairs in Reservatsgebiet errichtet.
Das Reservat wurde am 2. März 1889 durch den Kongress der Vereinigten Staaten in mehrere kleine Reservate geteilt. Dabei gingen den Indianern 36.000 Quadratkilometer verloren. Diese verloren durch den Dawes Act weitere große Gebiete. Der Dawes Act sah individuellen Landbesitz für Indianerfamilien vor. Viele Indianer kannten kein Privateigentum an Grund und Boden und verkauften vielfach aus Unkenntnis oder wirtschaftlicher Not ihr Land an weiße Siedler oder Spekulanten. Die nicht aufgeteilten Gebiete und Parzellen, die nach dem Tod der Besitzer an den Staat fielen, wurden zu Schleuderpreisen an weiße Interessenten verkauft. Das Reservatsland wurde in 160 Acres große Flächen unterteilt und an jedes Familienoberhaupt der Indianer zur alleinigen Nutzung zugeteilt. Alle unverheirateten Reservatsbewohner über 18 Jahre und minderjährige Waisen wurden mit 80 Acres belehnt, Kinder unter 18 Jahre erhielten 40 Acres, Ehefrauen nichts. Die oft ertraglosen Parzellen wurden jedoch erst nach 25 Jahren Eigentum der Indianer. Die US-Regierung fungierte als Treuhänder.
Durch diese Maßnahmen wurde beispielsweise die Rosebud Indian Reservation, die ursprünglich vier Counties umfasste, auf ein County reduziert. Weitere Gebiete gingen durch Staudammprojekte am Missouri verloren. In den 1930er Jahren verließen aufgrund des Dust Bowl viele weiße Siedler das ehemalige Gebiet des Reservats. Statt diese Gebiete an die Indianer zurückzugeben, wurde es anderen Bundesbehörden zugewiesen. Der National Park Service übernahm große Gebiete und wandelte sie in United States National Grassland um. Andere Gebiete wurden dem Bureau of Land Management zugesprochen. Bewaldete Gebiete gingen an den United States National Forest. So entstand zum Beispiel der Black Hills National Forest im Gebiet der Heiligen Berge der Sioux, und der Badlands-Nationalpark. 
Einige der bekanntesten historischen Ereignisse im Kontext der Indianerkriege und -politik der USA fanden im Gebiet der Great Sioux Reservation statt. So z. B. das Massaker von Wounded Knee und die Besetzung von Wounded Knee 1973. Auch die Schlacht am Little Bighorn steht im Kontext um die Reservation. 1874 wurde Oberstleutnant George Armstrong Custer mit einer vertragswidrigen Expedition in das Gebiet der Black Hills beauftragt. Dabei wurde Gold im French Creek gefunden, was zu einem Ansturm Tausender Goldsucher führte. Die Fundstellen lagen zwar knapp jenseits der Westgrenze der Great Sioux Indianer Reservation, gehörten jedoch zu einem riesigen Gebiet, in dem die Sioux ausschließliche Jagdrechte zugebilligt bekommen hatten, „solange die Büffelbestände die Jagd rechtfertigen“. Das US-Heer versuchte, die Goldsucher vom Eindringen in das Gebiet der Reservation abzuhalten, was jedoch nicht gelang.  Einzelne Siouxtrupps machten Jagd auf die Invasoren.  Deshalb begann die US-Regierung Kaufverhandlungen mit den Oglala-Lakota des Reservats. Die Reservatsindianer unter Red Cloud lehnten einen Verkauf jedoch ab. Bestimmte Gruppen unter Sitting Bull, Crazy Horse und Gall hatten den Vertrag von 1868 ohnehin nie anerkannt und hielten sich außerhalb des Sioux-Reservats in den nicht abgetretenen Jagdgebieten auf. 
Im Dezember 1875 beschloss die Regierung, die Black Hills den Indianern mit Gewalt zu entreißen. Sie setzte den Indianern ein Ultimatum, mitten im Winter in das Reservat „zurückzukehren“ und somit die Black Hills für die Weißen zu räumen. Abgesehen davon, dass viele Sioux und Northern Cheyenne gar nicht aus Reservaten stammten, in die sie hätten zurückkehren können, wäre es ihnen unmöglich gewesen, dem Ultimatum mitten im tiefsten Winter nachzukommen. In der Schlacht am Little Bighorn am 25. Juni 1876 wurde das 7. US-Kavallerie-Regiment unter George Armstrong Custer von Indianern der Lakota-Sioux, Arapaho und Cheyenne unter ihren Führern Sitting Bull, Crazy Horse und Gall am Little Bighorn River im heutigen Montana vernichtend geschlagen.

## Ansprüche der Lakota-Indianer
Bis heute lehnen die Sioux eine finanzielle Entschädigung der verloren gegangenen Gebiete ab. 1979 bekamen sie wegen der Missachtung des Vertrags von Fort Laramie und anderer Vereinbarungen eine finanzielle Entschädigung von damals 101 Millionen Dollar zugesprochen. Der Wert der Entschädigung beträgt heute über 700 Millionen Dollar. Bis heute verweigern die Sioux jedoch die Annahme des Geldes. Sie wollen das ihnen angestammte Land zurück, vor allem auch die ihnen heiligen Black Hills (Paha Sapa).
Im Jahr 2012 führte der UN-Sonderberichterstatter für die Rechte indigener Völker, James Anaya, eine zwölftägige Tour durch das Gebiet der ehemaligen Reservationen durch. Dabei empfahl er die Rückgabe von bundesstaatlichen Gebieten in die Hände der Indianer, einschließlich des Gebiets der Black Hills. Sein voller offizieller Bericht mit Empfehlungen wurde Mitte 2012 veröffentlicht.

## Probleme der Ponca
1858 unterschrieb der Stamm der  Ponca einen Vertrag mit der US-Regierung, in dem der Stamm große Gebiete an die Bundesregierung abtrat, für den Stamm aber Gebiete im Nordosten von Nebraska für seine Mitglieder reservierte. In einem weiteren Vertrag 1865 tauschte der Stamm diese reservierten Gebiete durch Gebiete südlich des Niobarara River und Ponca Creek. Einer der Gründe für den Gebietsaustausch waren Probleme mit den Sioux, die zu bewaffneten Konflikten führten. Diese 96.000 Acre waren aber Bestandteil der Great Sioux Reservation. Die Verfasser des Vertrags hatten schlicht den Vertrag von 1865 mit den Ponca übersehen. 96.000 Acre Land waren nun zweimal reserviert worden. Der Vertrag von Fort Laramie führte zur zwangsweisen Umsiedlung der Ponca nach Oklahoma.